# Bonapartenykus
Bonapartenykus (що означає «кіготь Хосе Ф. Бонапарте») — моноспецифічний рід альваресзаврових динозаврів з Аргентини, який мешкав під час пізньої крейди (кампан-маастрихт) у нинішній верхній частині формації Аллен у провінції Ріо-Негро. Тип і єдиний вид, Bonapartenykus ultimus, відомий з майже зчленованого, але часткового скелета, який був знайдений у тісному зв'язку з двома неповними яйцями та кількома скупченнями яєчної шкаралупи, що належать до oogenus Arriagadoolithus. Бонапартенікус був названий у 2012 році Федеріко Л. Аньйоліном, Хайме Е. Пауелом, Фернандо Е. Новасом і Мартіном Кундратом. Bonapartenykus має приблизну довжину 2,5 м і вагу 72 кг, що робить його найбільшим представником клади Alvarezsauroidea.